# Blandford Forum
Blandford Forum is een civil parish in het bestuurlijke gebied North Dorset, in het Engelse graafschap Dorset. In 2001 telde het dorp 8745 inwoners.